# Эрнандес, Бернардо
Бернардо Эрнандес Вильясеньор (исп. Bernardo Hernández Villaseñor; род. 20 августа 1942, Мехико, Мексика) — мексиканский футболист, нападающий.

## Клубная карьера
Родился 20 августа 1942 года в городе Мехико. Молодёжную карьеру начал в клубе «Атланте».
Во взрослом футболе дебютировал в 1961 году в основной команде того же клуба «Атланте», за который выступал ранее. В этом клубе он повёл всю свою карьеру футболиста. В 1968 году с 19 забитыми голами становился лучшим бомбардиром.
В составе «Атланте» провёл 12 сезонов и забил 71 гол. Завершил карьеру в 1973 году.

## Карьера в сборной
В 1967 году дебютировал в матчах в составе национальной сборной Мексики. В течение карьеры в сборной, провел в её составе 12 матчей, забив 2 гола.
Был в составе сборной Мексики был участником футбольного турнира на Летних Олимпийских играх в Мехико, на которых сборная показала хорошие результаты, но осталась без медалей.